# Hohenlangenbeck
Hohenlangenbeck ist ein Ortsteil der Gemeinde Kuhfelde der Verbandsgemeinde Beetzendorf-Diesdorf im Altmarkkreis Salzwedel in Sachsen-Anhalt.

## Geographie
Hohenlangenbeck, ein Rundplatzdorf mit Kirche, liegt etwa fünf Kilometer südwestlich von Kuhfelde und 13 km südwestlich der Kreisstadt Salzwedel in der Altmark. Westlich des Dorfes liegt das Waldgebiet Haidberg und nördlich der Wötz. Das Dorf ist umgeben vom Landschaftsschutzgebiet Salzwedel-Diesdorf.

## Geschichte

### Mittelalter bis Neuzeit
Im Jahre 1112 wurde ein Ort namens Langebecke (Langenbeck) genannt. Dem Kloster Hamersleben gehörten dort fünf Höfe. Im Jahre 1178 wurde ein Ort namens lungebike (Langenbeck) genannt, der dem Kloster Hamersleben gehörte. Ob dieses Langenbeck in den Urkunden für Siedenlangenbeck oder Hohenlangenbeck steht, lässt sich nicht genau sagen, da sind sich die Historiker heute einig.
Im Landbuch der Mark Brandenburg von 1375 werden bereits beide Langenbecks aufgeführt: Langebeke und Wendischen Langebeke, die beide dem Kloster Dambeck gehören.
Weitere Namensnennungen für das Dorf stammen aus den Jahren 1608 als Wendisch Langebegk und 1687 als Wendischen Langebeck. Im Jahre 1804 wird das Dorf Hohen- oder Wendisch Langenbeck genannt.
Im Jahre 1959 wurde im Dorf eine Landwirtschaftliche Produktionsgenossenschaft (wohl vom Typ III) gegründet, die LPG „10. Jahrestag“. Sie wurde 1975 mit der LPG in Leetze, der LPG „Eichengrund“ Bierstedt, der LPG „Einigkeit“ Mehmke und der LPG „V. Parteitag“ Hohengrieben zur LPG (T) „Einigkeit“ Bierstedt  zusammengeschlossen.

### Meteorit Salzwedel
1985 fiel in einem Waldstück bei Hohenlangenbeck ein 43 Gramm schwerer Meteorit und wurde unter dem Namen „Salzwedel“ offiziell registriert. Der Meteorit gehört zum Typ LL5 der Gewöhnlichen Chondriten, seine Hauptmasse wird im Naturkundemuseum Berlin aufbewahrt.

### Eingemeindungen
Hohenlangenbeck gehörte ursprünglich zum Salzwedelischen Kreis der Mark Brandenburg in der Altmark. Von 1807 bis 1813 lag es im Kanton Beetzendorf auf dem Territorium des napoleonischen Königreichs Westphalen. Nach weiteren Änderungen kam es 1816 in den Kreis Salzwedel, den späteren Landkreis Salzwedel im Regierungsbezirk Magdeburg in der Provinz Sachsen in Preußen.
Am 20. Juli 1950 erfolgte der Zusammenschluss der Gemeinden Hohenlangenbeck und Leetze aus dem Landkreis Salzwedel zur neuen Gemeinde Heidberg. Am 1. März 1973 wurde diese Gemeinde Heidberg aus dem Kreis Salzwedel in die Gemeinde Siedenlangenbeck eingemeindet. Damit kam der Ortsteil Hohenlangenbeck zu Siedenlangenbeck.
Am 1. Juli 2009 schloss sich Siedenlangenbeck mit anderen Gemeinden zur neuen Gemeinde Kuhfelde zusammen, dadurch kam der Ortsteil Hohenlangenbeck zur Gemeinde Kuhfelde.

### Einwohnerentwicklung
| Jahr | Einwohner |
| ---- | --------- |
| 1734 | 053       |
| 1774 | 082       |
| 1789 | 103       |
| 1798 | 068       |
| 1801 | 069       |
| 1818 | 076       |

| Jahr | Einwohner |
| ---- | --------- |
| 1840 | 130       |
| 1864 | 162       |
| 1871 | 143       |
| 1885 | 123       |
| 1895 | 141       |
| 1900 | [00]132   |

| Jahr | Einwohner |
| ---- | --------- |
| 1905 | 103       |
| 1910 | [00]143   |
| 1925 | 125       |
| 1939 | 138       |
| 1946 | 244       |
| 2015 | [00]055   |

| Jahr | Einwohner |
| ---- | --------- |
| 2018 | [00]50    |
| 2020 | [00]53    |
| 2021 | [00]56    |
| 2022 | [00]53    |
| 2023 | [0]57     |

Quelle, wenn nicht angegeben, bis 1946:

## Religion
Die evangelischen Christen aus Hohenlangenbeck gehören zur Kirchengemeinde Kuhfelde, die zur Pfarrei Kuhfelde gehörte. Heute gehört die Kirchengemeinde zum Kirchspiel Kuhfelde und zum Pfarrbereich Salzwedel, St. Katharinen des Kirchenkreises Salzwedel im Bischofssprengel Magdeburg der Evangelischen Kirche in Mitteldeutschland.

## Kultur und Sehenswürdigkeiten

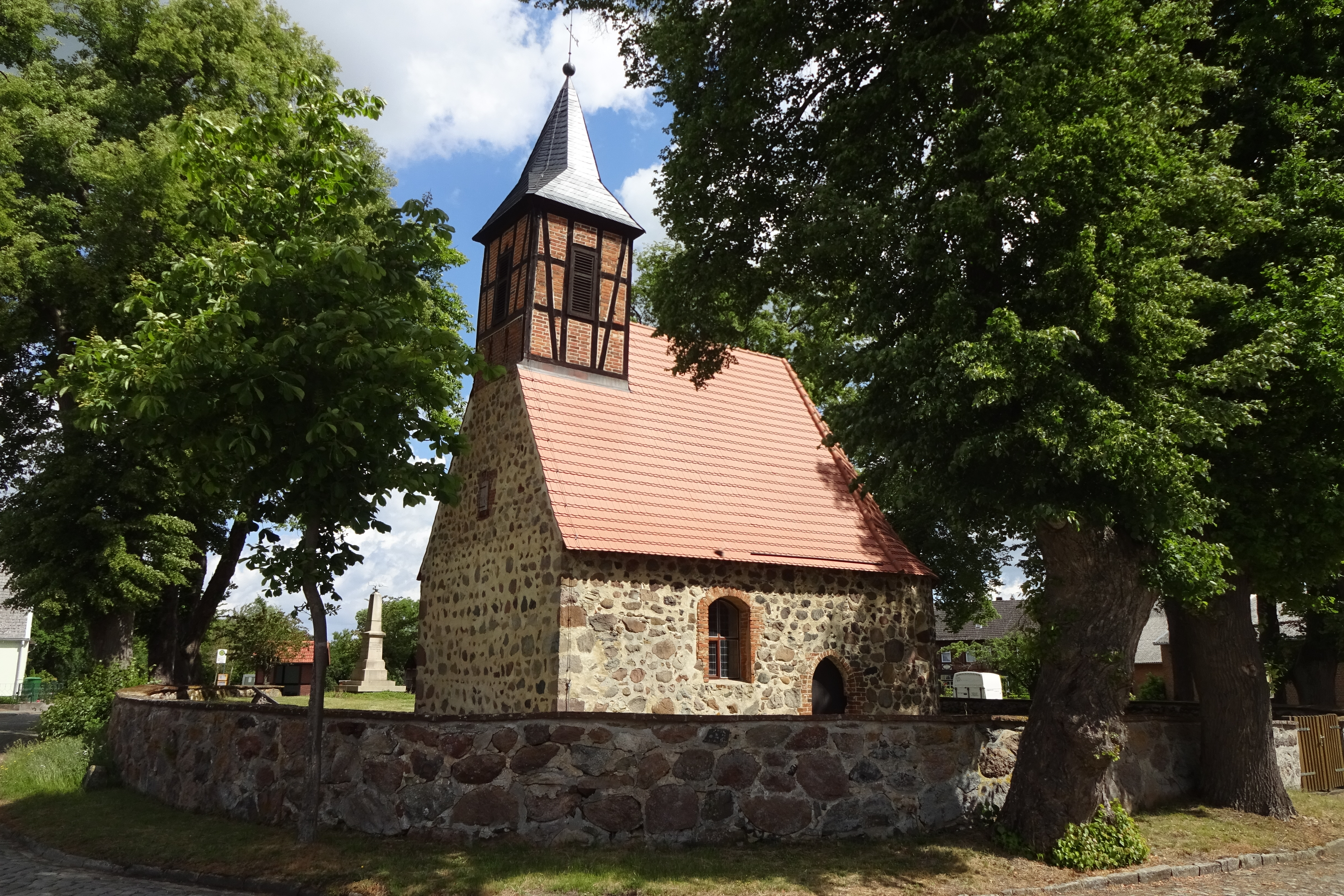
Kirche in Hohenlangenbeck

- Die evangelische Dorfkirche in Hohenlangenbeck ist ein kleiner Feldsteinsaal aus dem 15. Jahrhundert mit einem neuzeitlichen Fachwerkturm.[7] Die Kirche ist eine Filialkirche der Kirche in Kuhfelde.[24] Der Dachstuhl konnte durch dendrochronologische Untersuchungen auf das Jahr 1441 datiert werden. Die Emporen und das Gestühl stammen, wie auch der Kanzelaltar, aus der Zeit um 1700. Eine Besonderheit stellen Wandmalereien dar, die ursprünglich den gesamten Innenraum umfassten und in den späten 1940er Jahren von Fritz Mannewitz überarbeitet wurden. Eine Darstellung des Heiligen Georgs könnte dabei auf ein ehemals vorhandenes Patrozinium hinweisen. Eine weitere Besonderheit ist die Darstellung einer Butterhexe an der Südseite. Diese Darstellung einer Person, die bei der Ausübung land- oder hauswirtschaftlicher Tätigkeiten von teufelartigen Gestalten unterstützt wird, soll daran erinnern, dass der Sonntag als heiliger Tag arbeitsfrei sein sollte.[25]
- Vor der Kirche in Hohenlangenbeck steht ein Denkmal für die Gefallenen des Ersten und Zweiten Weltkrieges, eine Stele mit einem Adler mit ausgebreiteten Schwingen auf einer Kugel.[26]